# كريستوفر جاي لان
كريستوفر جاي لان (بالإنجليزية: Christopher J. Lane)‏ هو كاتب ومؤرخ أمريكي، ولد في 1966.